# Phare de Cerro Pumpkin
Le phare de Cerro Pumpkin (en espagnol : Faro de Cerro Pumpkin) est un phare actif situé sur l'île de Útila, dans le Département des Islas de la Bahía au Honduras.

## Histoire
Útila est la troisième plus grande île du groupe des îles de la Baie.
Le phare se situe sur Cerro Pumpkin, un ancien cratère volcanique à la pointe ouest de l'île, près de l'aéroport.

## Description
Ce phare est un poteau cylindrique en acier, avec une galerie carrée et une balise photovoltaïque de 12 m de haut. La tour est peinte avec des bandes horizontales rouges et blanches. Il émet, à une hauteur focale de 17 m, un éclat blanc par période de 9 secondes. Sa portée est de 17 milles nautiques (environ 31.5 km).
Identifiant : Amirauté : J6002 - NGA : 110-16447 .
|                   |
| Carte du Honduras |

|                 |
| Îles de la Baie |

### Lien connexe
- Liste des phares du Honduras